# San Sperate
San Sperate – miejscowość i gmina we Włoszech, w regionie Sardynia, w prowincji Sud Sardynia.
Według danych na rok 2004 gminę zamieszkiwało 6825 osób, 262,5 os./km². Graniczy z Assemini, Decimomannu, Monastir, Sestu i Villasor.